# Miguel Torres Gómez
Miguel Torres Gómez és un exfutbolista professional madrileny que jugava habitualment de defensa lateral, per qualsevol de les dues bandes.

## Biografia
Va néixer el 28 de gener de 1986 a Madrid, Espanya. Des de molt petit juga a les categories inferiors del Reial Madrid. El 2006 va debutar amb el Reial Madrid Castella, de Segona Divisió. L'entrenador del primer equip, Fabio Capello li va donar l'oportunitat de debutar a la Primera Divisió per suplir a diversos jugadors lesionats.
Torres va debutar com a titular a la Lliga de Campions davant l'Dínamo de Kíev a la fase de grups de la temporada 2006-07. També ha disputat els dos partits complets de vuitens de final davant l'FC Bayern de Múnic.
Va debutar a la selecció estatal sub-21 a un partit contra Anglaterra el 6 de febrer del 2007, amb el resultat de 2-2.
El 31 d'agost de 2009 hores abans que es tanqués el termini d'inscripcions a la lliga es confirmà el traspàs del jugador al Getafe CF per dos milions d'euros. El Real Madrid es reserva un dret de recompra sobre el jugador.

## Palmarès
| Títol               | Equip        | País    | Any  |
| ------------------- | ------------ | ------- | ---- |
| Lliga espanyola     | Reial Madrid | Espanya | 2007 |
| Lliga espanyola     | Reial Madrid | Espanya | 2008 |
| Supercopa espanyola | Reial Madrid | Espanya | 2008 |